# LEDA 36252
LEDA 36252(Kiso 5639, 하늘로켓 은하)는 큰곰자리에 위치한 폭발적 항성생성 은하이다. 지구에서 약 8,500만 광년 떨어져 있으며, 지름은 약 2,700 광년이다.

## 갤러리

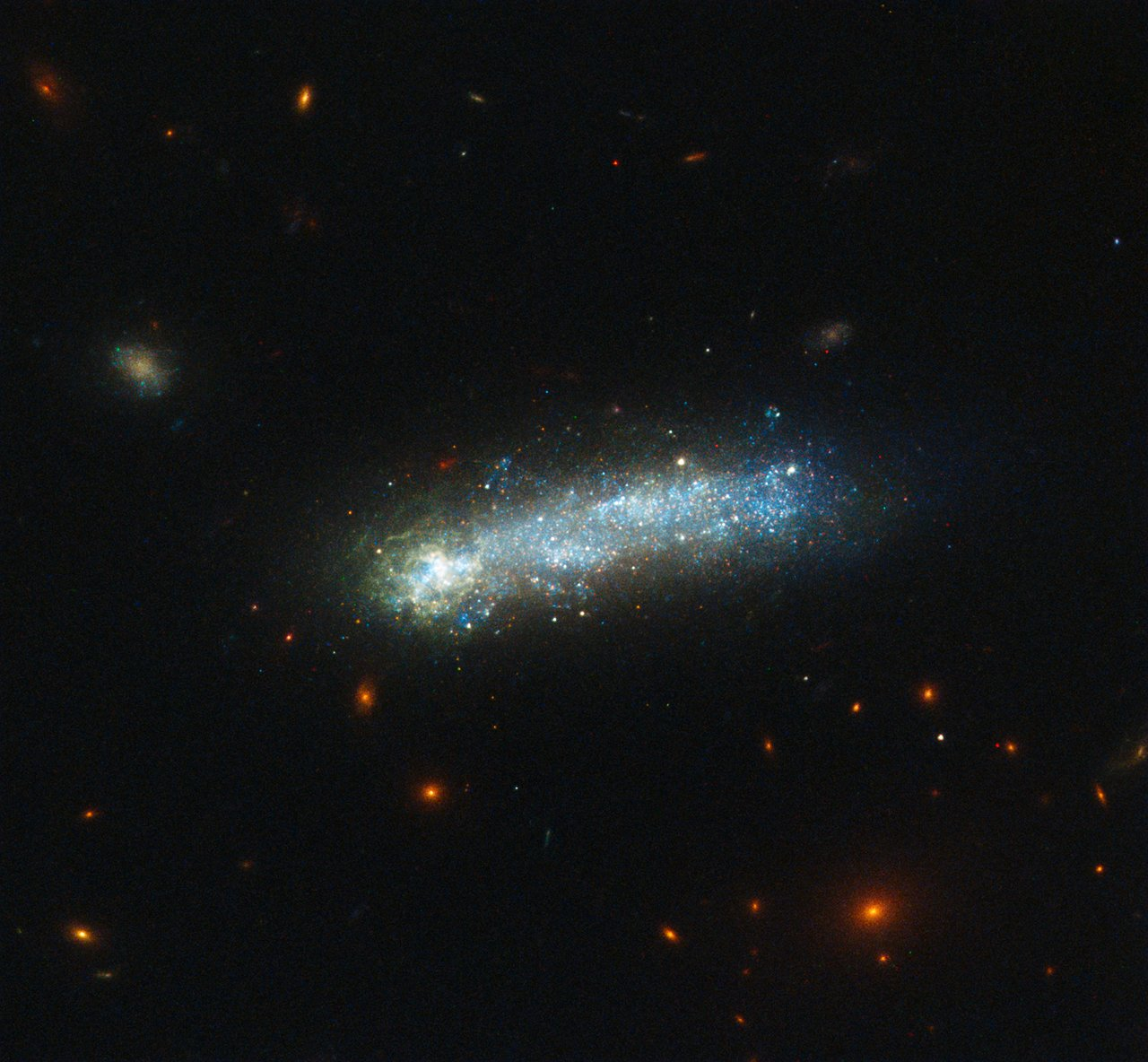
허블 우주 망원경으로 찍은 LEDA 36252의 모습이다.